# Torre Colpatria
Torre Colpatria (произносится То́рре Колпа́триа) — небоскрёб в городе Богота, Колумбия. Четвёртое по высоте здание в стране.

## Базовые характеристики
- Строительство: с 1973 по 1979 год
- Высота: 196 метров
- Этажность: 50 этажей
- Глубина фундамента: 50 метров

## Описание
Здание Torre Colpatria используется под офисы, в основном банковские. По выходным и праздничным дням крыша здания доступна всем желающим, она становится обзорной площадкой для жителей и гостей города. В 1998 году по фасаду здания были установлены 36 ксеноновых ламп, меняющих свой цвет. В 2012 году компания Philips потратила один миллион долларов и заменила их на светодиодные лампы.
В начале 2000-х годов в городе Картахена началось строительство жилого небоскрёба Torre de la Escollera планируемой высотой 206 метров, который сместил бы Torre Colpatria с первого места пьедестала, но серия ураганных ветров в 2007 году согнула конструкцию, и в целях безопасности она была разобрана, от замысла отказались. К 2015 году в Боготе рассчитывают сдать в эксплуатацию здание BD Bacata, которое превзойдёт по высоте Torre Colpatria более чем на 60 метров.
С 2005 года в здании проводятся соревнования на скоростной подъём по ступеням (англ. Tower running). На 2013 год рекорд составляет 980 ступеней за 4 минуты и 41,1 секунды среди мужчин и 6 минут и 14 секунд среди женщин.

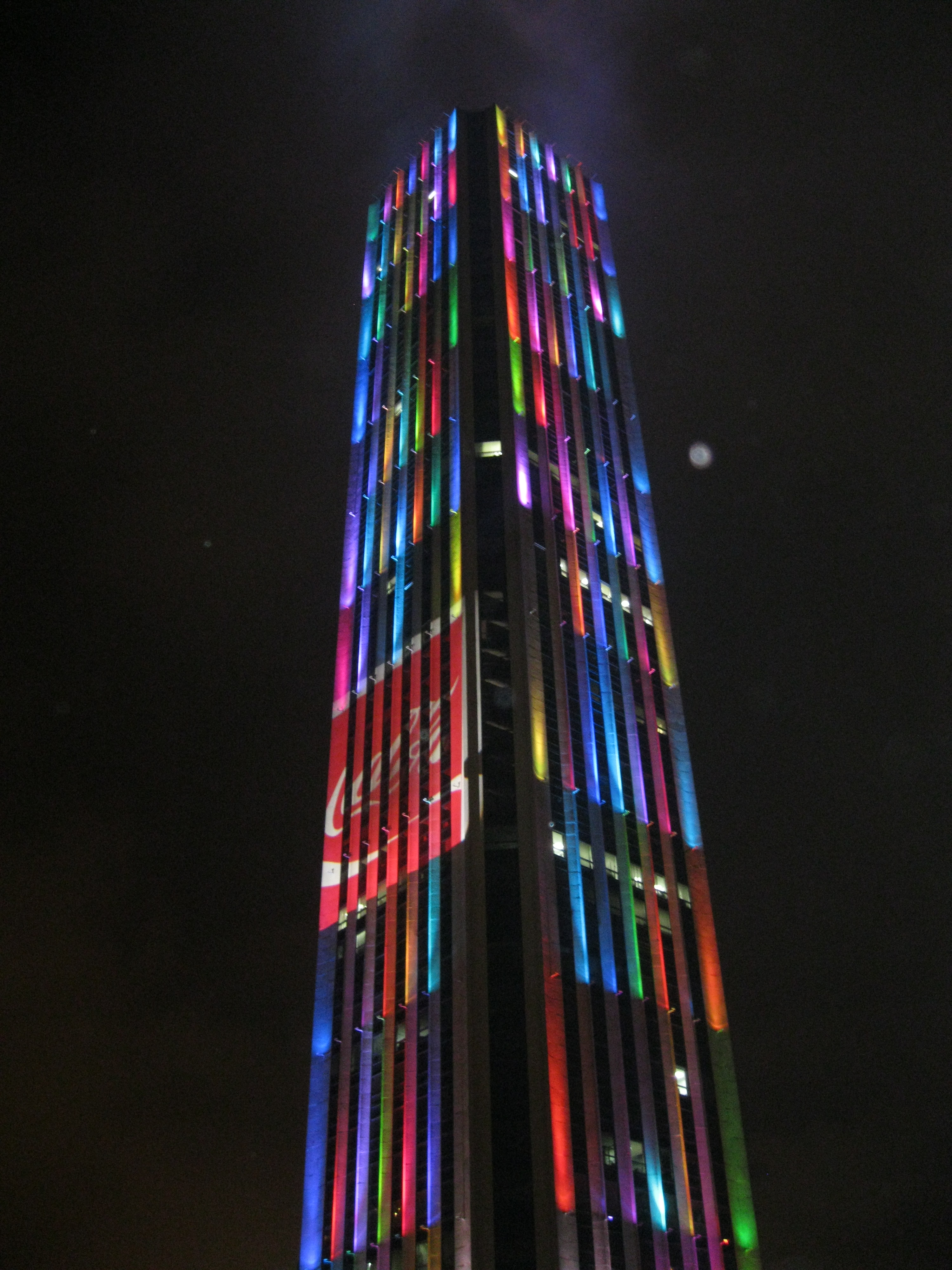
В декабре 2011
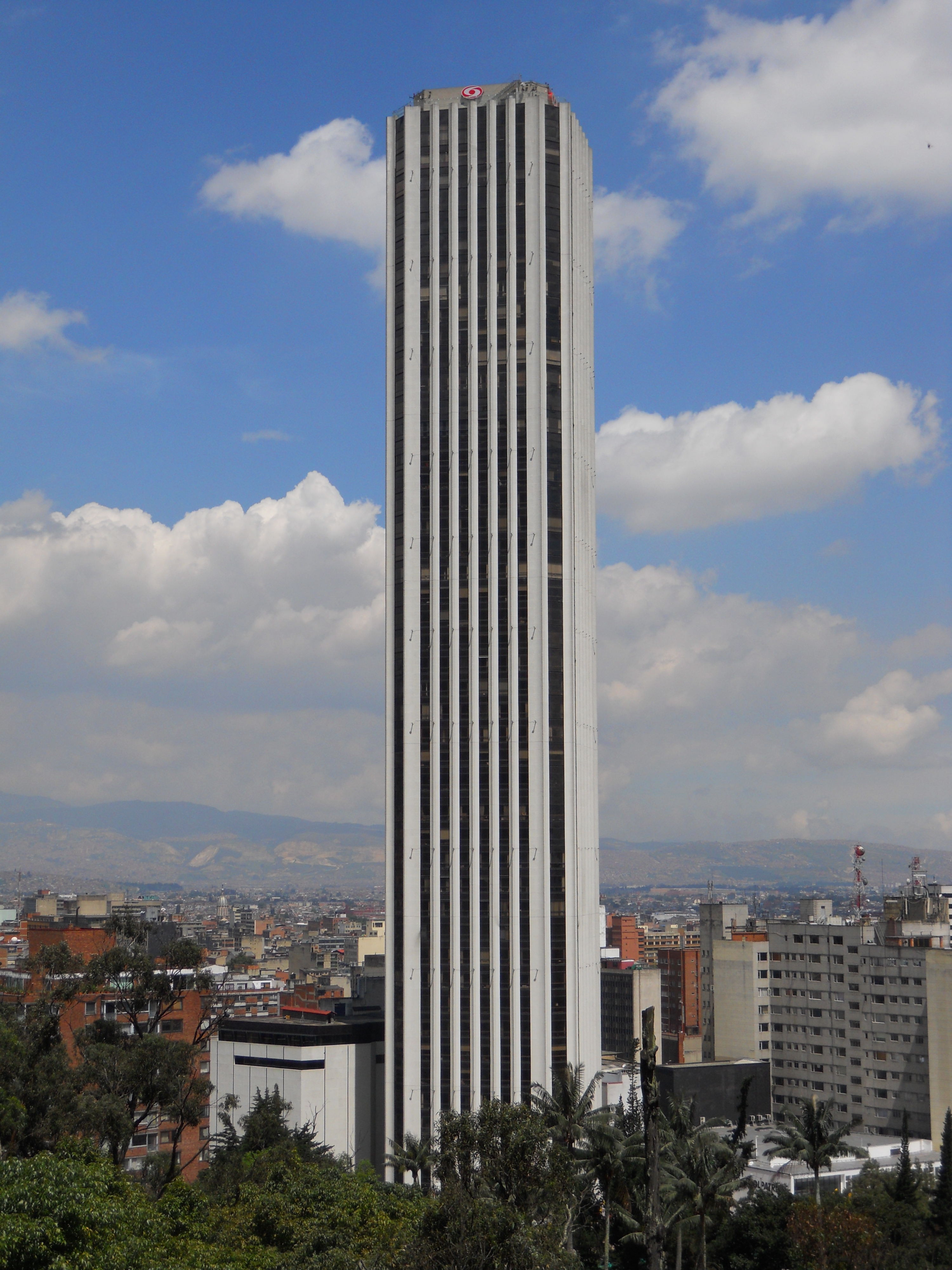
В июне 2011
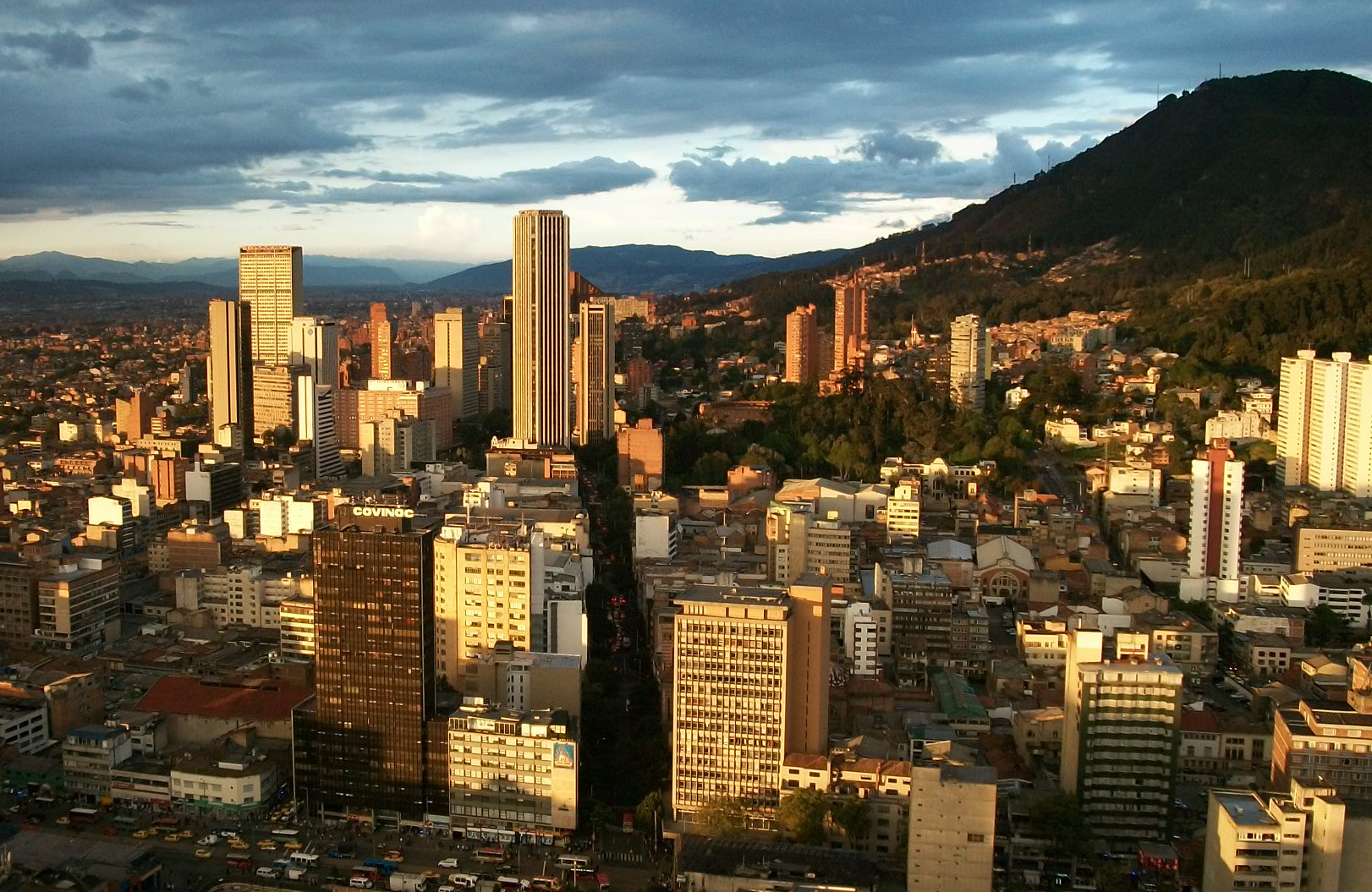
Torre Colpatria возвышается над городом